# КДУ-48
КДУ-48 — советская перекатываемая короткоструйная дождевальная установка. Создана в 1948 году во ВНИИГиМ.
Применялась для полива участков с овощными и техническими культурами, лесных и плодовых питомников площадью до 15—20 гектаров. За счёт того, что дождевальное крыло КДУ-48 не разбиралось и переносилось с позиции на позицию, а перекатывалось, ручной труд по сравнению с установкой КДУ-41 сокращался, устранялось вытаптывание растений. Кроме того, КДУ-48 отличалась пониженной интенсивностью дождя и уменьшенной крупностью капель. 
Насосно-силовую станцию располагали непосредственно у водоисточника. В зависимости от размеров орошаемого участка и расстояния до водоисточника установку могли использовать различно: с применением подземной напорной сети между насосной станцией и установкой или с подключением установки непосредственно к передвижной насосной станции, которая перемещалась вдоль канала.
КДУ-48 состояла из двух дождевальных крыльев и вспомогательного разборного трубопровода. Дождевальное крыло представляло собой тележку, длина которой — 25 м. Конструкция тележки выполнена в виде пространственной фермы, установленной на двухколёсные опоры. Нижний пояс фермы одновременно является и трубопроводом. К нему были присоединены открылки с дождевальными насадками на концах. Вспомогательный разборный трубопровод был необходим для подвода воды к дождевальным крыльям. Он состоял из 14 труб-тележек на колёсах. Вспомогательный трубопровод подсоединялся к гидрантам подземного напорного трубопровода или к передвижной насосной станции.